# 山田奉行

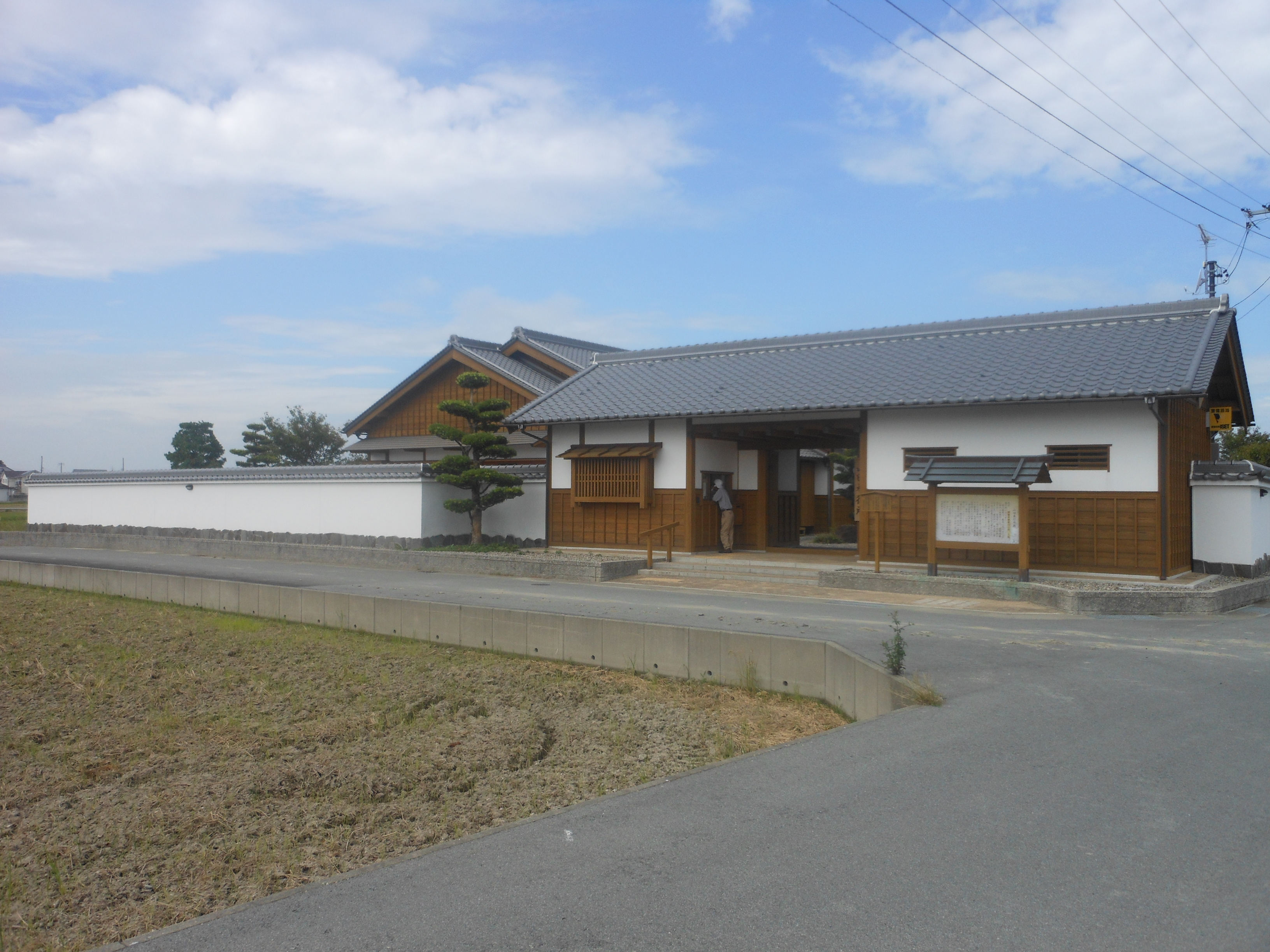
山田奉行所記念館（伊勢市御薗町上條）

山田奉行（やまだぶぎょう、江戸期の読みは「ようだぶぎょう」）は、江戸幕府の役職の一つ。伊勢神宮の守護・造営修理と祭礼、遷宮、門前町の支配、伊勢・志摩における訴訟、鳥羽港の警備・船舶点検などを担当した。伊勢奉行・伊勢町奉行・伊勢郡代・伊勢山田奉行・伊勢山田町奉行とも称された。遠国奉行の1つで老中支配。定員は1、2名、元禄9年（1696年）には2名となり、江戸と現地で交代勤務となる。役高は1000石で、役料1500俵を支給された。配下は与力6騎・同心70人・水主40人。

## 沿革
慶長8年（1603年）、幕府は伊勢大神宮神領地に「山田奉行所」を置いた。外宮・内宮両大神宮の警固はもちろん、伊勢湾・南海での異国不審船の取締りや伊勢志摩神領以外も支配したが、「日光御奉行」と同等同格の「山田御奉行」の最重要任務は「二十一年目御遷宮奉行」を取り仕切る任務であった。一説によると、山田奉行はかつて豊臣秀吉が設けたもので、それを江戸幕府が引き継いで、慶長5年（1600年）に設置された、といわれている。
そもそも「御遷宮奉行」は伊勢大神宮の祭主が兼任していたが、愛洲伊予守忠行が武家として初めて大神宮神領奉行職に文明年間任じられた（神領奉行所は岩出祭主館跡と思われる） 。
江戸幕府は「愛洲伊予守忠行」の先蹤を引継ぎ、以来明治維新まで一度も途切れず、源頼朝以上の「敬神敬祖」の範を示し神宮式年遷宮を行ってきた。また、正保4年（1647年）以降、毎年江戸から伊勢神宮に奉幣使が派遣されることになり、それに伴い山田奉行が将軍の名代として代参することも重要な役目の1つとなった。
寛永16年（1639年）9月に就任した第7代奉行花房志摩守幸次以来、伊勢神宮神領前山と紀州領佐八（そうち）との境域争いは、第十代奉行桑山下野守貞政が寛文7年（1667年）11月15日紀州藩に通達し、支配組頭橋本市郎左衛門浄安を同伴し、紀州藩田丸表役人神前半九郎正伴と共に臨検し、山田三方年寄立会の上、その境域を定め、山頂に三坪塚を設けている。寛文10年（1670年）2月10日幕府より正式にその朱印状が下付されたと「御奉行控」に記載されている。山田三方会合の記録でも、奉行交替ごとに差し出す「山田古法式目」に「前山之子細申上覚」で第十代桑山下野守貞政奉行が、紀州藩に申し入れ寛文7年11月に解決した旨が記載されており、明らかに享保以降、山田三方の史料、大岡忠相の業績とした「正雑聴書牒」は面白おかしく歌舞伎の題材を狙ったような作り話であることが解る。（御普請役御組頭子孫 橋本石洲著 『伊勢山田奉行沿革史』に依る）
当初、奉行所は伊勢国山田（現在の三重県伊勢市）に置かれ、1635年（寛永12年）に伊勢国度会郡小林（現・伊勢市御薗町小林）に移転した。

## 奉行所
1723年（享保8年）に山田奉行の渡邊下総守が江戸詰めのもう一人の山田奉行の黒川丹波守に送ったものの控えとされる「山田奉行屋敷図面」が残されており三重県が所蔵している。
「山田奉行屋敷図面」にある小林に移転した後の奉行所は、周りよりも3〜4メートル高い微高地で小さな城館のような立地だったとされている。奉行所は板塀で囲まれ、南番所と西番所があり、北側に宮川、南側には外濠と「橋の下池」と「土肥の内堀」という内濠があった。奉行所内には役人詰所、御用部屋、下台所、上台所などがあり、西側に奉行が居住する屋敷があった。また北側には家臣たちの住む東長屋と西長屋があった。
奉行所跡は、昭和46年（1971年）に市の史跡に指定された。

## 山田羽書
伊勢国は昔から伊勢商人の拠点として知られ、特に伊勢神宮の門前町であった伊勢山田は日本各地に営業網を持つ伊勢御師の拠点でもあった。そのつながりを利用して一種の為替を発行して貨幣の代用（紙幣）として各地に流通させ、これを羽書（はがき）といい、特に伊勢山田で発行されたものを山田羽書（やまだはがき）といった。
羽書発行の中心であった伊勢山田と伊勢御師は山田奉行の保護下にあり、かつ幕府貨幣との兌換を前提としていたことから、藩札や民間紙幣の発行が幕府によって規制された後も規制の対象からは外されていた。だが、寛政の改革の一環として寛政2年（1790年）に伊勢山田における都市自治の制限と山田奉行による市政支配が徹底され、羽書の発行も山田奉行の管理下に置かれるようになった。

## 山田奉行就任者の一覧
1. 町野繁仍
2. 長野友秀
3. 山岡景政
4. 日向正成
5. 水谷光勝
6. 岡田善同
7. 花房幸次
8. 中川忠勝
9. 石川政次 寛永18年（1641年）1月11日-万治2年（1659年）4月19日
10. 八木宗直 万治2年（1659年）5月15日-寛文5年（1665年）7月8日
11. 桑山貞寄 寛文6年（1666年）3月1日-天和4年（1684年）2月4日
12. 岡部勝重 貞享元年（1684年）2月26日-元禄9年（1696年）2月12日
13. 久永重高 元禄9年（1696年）2月4日-元禄12年（1699年）2月26日
14. 長谷川重頼 元禄9年（1696年）2月14日-宝永5年（1708年）6月23日
15. 浅野長恒 元禄12年（1699年）2月28日-元禄14年（1701年）11月6日
16. 堀利喬 元禄14年（1701年）12月15日-宝永4年（1707年）10月13日
17. 佐野直行 宝永4年（1707年）10月21日-正徳元年（1711年）11月2日
18. 大岡忠相 正徳2年（1712年）1月11日-享保元年（1716年）2月11日
19. 黒川正増 享保元年（1716年）2月12日-享保11年（1726年）2月26日
20. 渡辺輝 宝永5年（1708年）6月23日-享保11年（1726年）8月7日
21. 保科正純 享保11年（1726年）8月7日-享保17年（1732年）8月8日
22. 堀直生 享保17年（1732年）8月28日-元文3年（1738年）2月27日
23. 加藤明雅 元文3年（1738年）3月15日-延享3年（1746年）3月27日
24. 堀利興 延享3年（1746年）4月28日-寛延4年（1751年）7月26日
25. 水野忠福 寛延4年（1751年）8月15日-宝暦11年（1761年）9月11日
26. 大岡忠移 宝暦11年（1761年）9月28日-宝暦13年（1763年）6月1日
27. 依田恒信 宝暦13年（1763年）6月1日-明和8年（1771年）10月18日
28. 松田貞居 明和8年（1771年）10月20日-安永4年（1775年）2月9日
29. 山田利寿 安永4年（1775年）3月20日-天明6年（1786年）2月28日
30. 野一色義恭 天明6年（1786年）2月28日-寛政6年（1794年）4月7日
31. 堀田正貴 寛政6年（1794年）4月7日-享和2年（1802年）7月12日
32. 筧為親 享和2年（1802年）7月12日-文化3年（1806年）（日付不詳）
33. 小林正秘 文化3年（1806年）4月3日-文化8年（1811年）3月8日
34. 大河内政長 文化8年（1811年）3月24日-文化13年（1816年）12月14日
35. 高井実徳 文化14年（1817年）4月8日-文政3年（1820年）11月5日
36. 星野銕三郎 文政3年（1820年）11月24日-文政10年（1827年）12月8日
37. 牧野成文 文政11年（1828年）1月11日-文政13年（1830年）5月28日
38. 金森可充 文政13年（1830年）5月28日-天保6年（1835年）8月10日
39. 柴田康直 天保6年（1835年）8月10日-天保11年（1840年）5月11日
40. 三枝守行 天保11年（1840年）5月15日-天保12年（1841年）1月10日
41. 落合道一 天保12年（1841年）閏1月24日-天保14年（1843年）8月5日
42. 柳生久包 天保14年（1843年）9月1日-天保15年（1844年）9月28日
43. 太田資継 天保15年（1844年）10月15日-弘化4年（1847年）7月17日
44. 小出英美 弘化4年（1847年）7月17日-嘉永元年（1848年）5月24日
45. 河野通訓 嘉永元年（1848年）6月24日-嘉永3年（1850年）9月23日
46. 山口直信 嘉永3年（1850年）9月23日-安政5年（1858年）1月11日
47. 渡辺孝綱 安政5年（1858年）2月9日-安政6年（1859年）9月10日
48. 秋山正光 安政6年（1859年）10月28日-文久3年（1863年）4月
49. 本多忠貫 文久3年（1863年）10月8日-?

## 備考
御三家のひとつ紀州徳川家領と接していることからしばしば係争が発生し、将軍吉宗時代に江戸町奉行として活躍する大岡忠相が務めたこともあり、奉行時代の忠相の働きに感心した紀州藩主時代の徳川吉宗が、のちに抜擢したという伝説がある。しかし、諸記録（『神都雑事記』『慶光院旧記』等）では事実は異なる。
1. 神領と宮川を挟んで接しているのは紀州藩領ではなく、粟野村・津村や宮川右岸の佐八村（そうちむら）・円座村・神薗村・上野村も田丸藩田丸領であった。それ故、大岡忠相の手柄話が起こる訳はない。
2. 「歴代山田奉行は紀州徳川家に遠慮していた？」等は全く根も葉もない作り話である。第八代石川大隅守政次奉行の時、山田奉行支配組頭岡山杢之助重於が紀州領松坂奉行を兼帯されていた事で解る。第八代石川大隅守政次奉行は紀州和歌山領内度会郡野尻村の百姓二名を内宮禰宜との係争事件で「牛谷牢舎へ入牢」申し付けている。
3. 田丸藩田丸領佐八（そうち）との境界の確定は第十代桑山丹後守貞政奉行が行っており、山田奉行での大岡政談は成り立たない。